# Sint-Bennokerk
De Sint-Bennokerk (Duits Sankt Bennokirche) is een rooms-katholieke parochiekerk in München. De kerk is gelegen aan de Loristraße 21, aan de westelijke rand van het stadsdeel Maxvorstadt en is een van Münchens meest overtuigende neoromaanse kerken van de 19e eeuw. Het is bovendien de enige kerk in het aartsbisdom München en Freising met het patrocinium van Benno van Meißen. Dit is opmerkelijk, want sinds de bijzetting van de beenderen van de patroonheilige van de stad in het jaar 1580 in de Onze-Lieve-Vrouwekerk van München, nam het aantal bedevaarten naar de relieken van de heilige Benno een hoge vlucht.

## Geschiedenis
De voortdurende toename van de bevolking van München zorgde voor een enorme groei van het stadsdeel Maxvorstadt. Daarom gaf aartsbisschop Anton von Steichele in 1883 opdracht tot de bouw van een drietal parochiekerken. Om de bouw van deze drie kerken mogelijk te maken werd de Zentralverein für Kirchenbau in München opgericht. Gebouwd werden de Sint-Pauluskerk (inwijding 1906), de Sint-Maximiliaankerk (inwijding 1908) en de Sint-Bennokerk (inwijding 1895).
De eerste steen van de kerk werd gelegd op de feestdag van Sint-Benno op 16 juni 1888. Na zeven jaar werken aan de bouw kon het godshuis op 13 oktober 1895 door aartsbisschop Antonius von Thoma worden ingewijd. De bouw werd mogelijk gemaakt door de ondersteuning van de Zentralverein für Kirchenbau, donaties van particulieren en schenkingen van het vorstenhuis Wittelsbach.
In 1944 werd de kerk door bombardementen verwoest. De wederopbouw van de kerk vond in de jaren 1947-1953 tegen de toenmalige gewoonte geheel in de oorspronkelijke staat plaats. Alleen de fresco's zijn volledig verloren gegaan en niet opnieuw aangebracht.

## Inrichting

### Hoogaltaar
Het hoogaltaar van de kerk is een geschenk van prins-regent Luitpold en als altaarciborie gebouwd. Het betreft een vierhoekig door zuilen gedragen baldakijn. Boven de zuilen zitten op de hoeken de beelden van de evangelisten. Het altaar wordt bekroond met een achthoekige koepel. Onder het balkadijn is het altaar als een reliekenschrijn vormgegeven; aan beide zijden van het tabernakel zijn bronzen reliëfs met de heiligen Benno en Korbinianus en de familieheiligen van het vorstenhuis Wittelsbach.

### Orgel
Na de verwoesting van het orgel in 1944 werd een nieuw orgel gebouwd door Anton Schwenk. In 1965 werd het orgel vergroot door Wilhelm Stöberl.

### Klokken
In de twee torens hangen zeven klokken. De grote Benno- en Mariaklok hangt in de oostelijke toren en luidt slechts op hoogtijdagen. De Jozef- en Mariaklok zijn de enige oorspronkelijke klokken en werden in 1894 gegoten. Alle overige klokken zijn van na de Tweede Wereldoorlog.
| Nr. | Naam                                    | Gietjaar | Gieter, Gietplaats          | Gewicht (kg) | Nominaal | Toren            |
| 1   | Benno und Maria (Benno en Maria)        | 1959     | Klokkengieterij Johann Hahn | 5600         | ges0     | oostelijke toren |
| 2   | Altarsakrament (Altaarsacrament)        | 1959     | Klokkengieterij Johann Hahn | 2500         | b0       | westelijke toren |
| 3   | Johannes der Täufer (Johannes de Doper) | 1959     | Klokkengieterij Johann Hahn | 1500         | des1     | westelijke toren |
| 4   | Josef (Jozef)                           | 1894     | Ulrich Kortler, München     | 950          | es1      | westelijke toren |
| 5   | Maria                                   | 1894     | Ulrich Kortler, München     | 550          | ges1     | westelijke toren |
| 6   | Schutzengel (Beschermengel)             | 1959     | Klokkengieterij Johann Hahn | 400          | as1      | westelijke toren |
| 7   | Armeseelen (Arme Zielen)                | 1959     | Klokkengieterij Johann Hahn | 300          | b1       | westelijke toren |

## Afbeeldingen

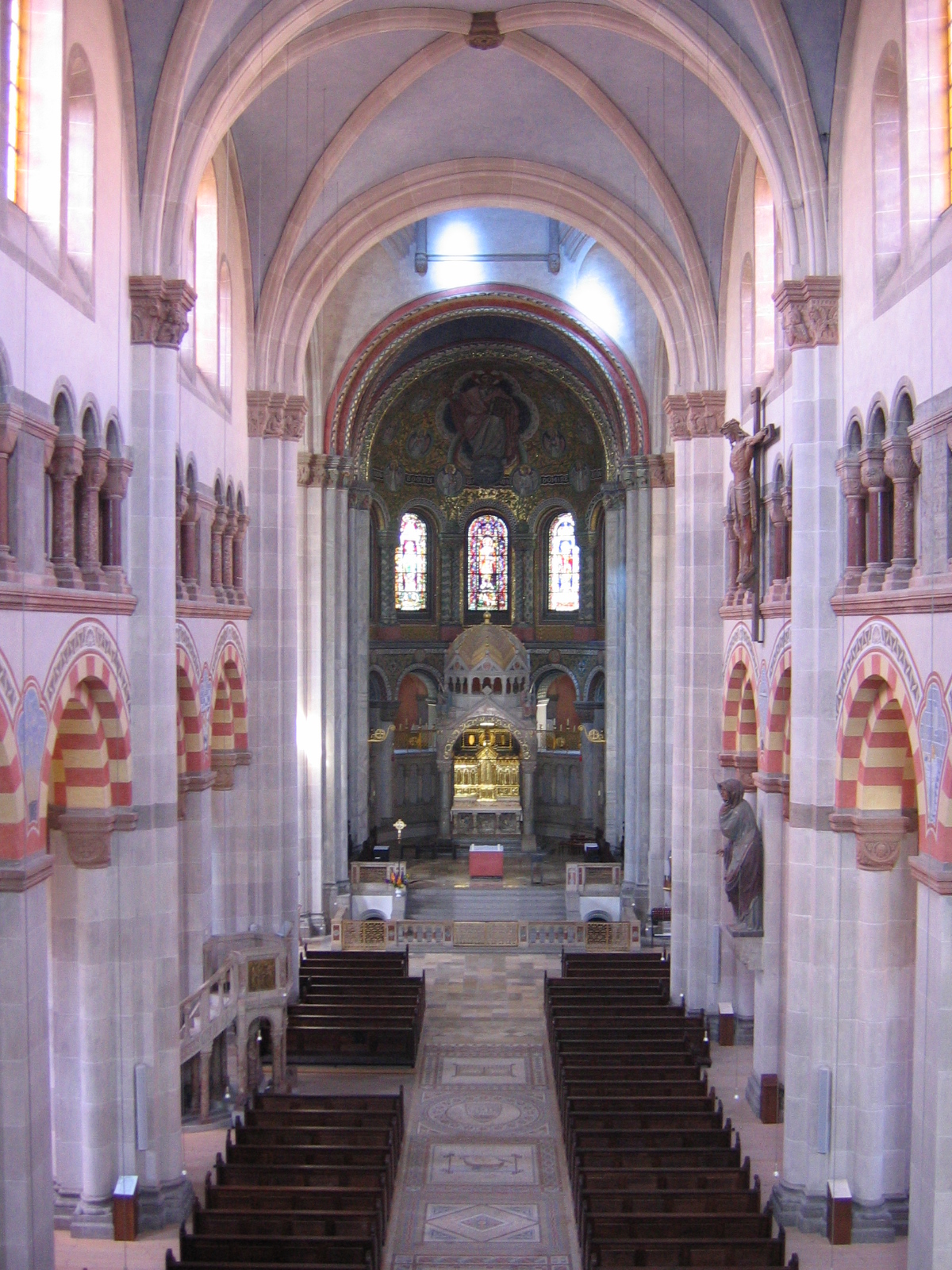
Interieur
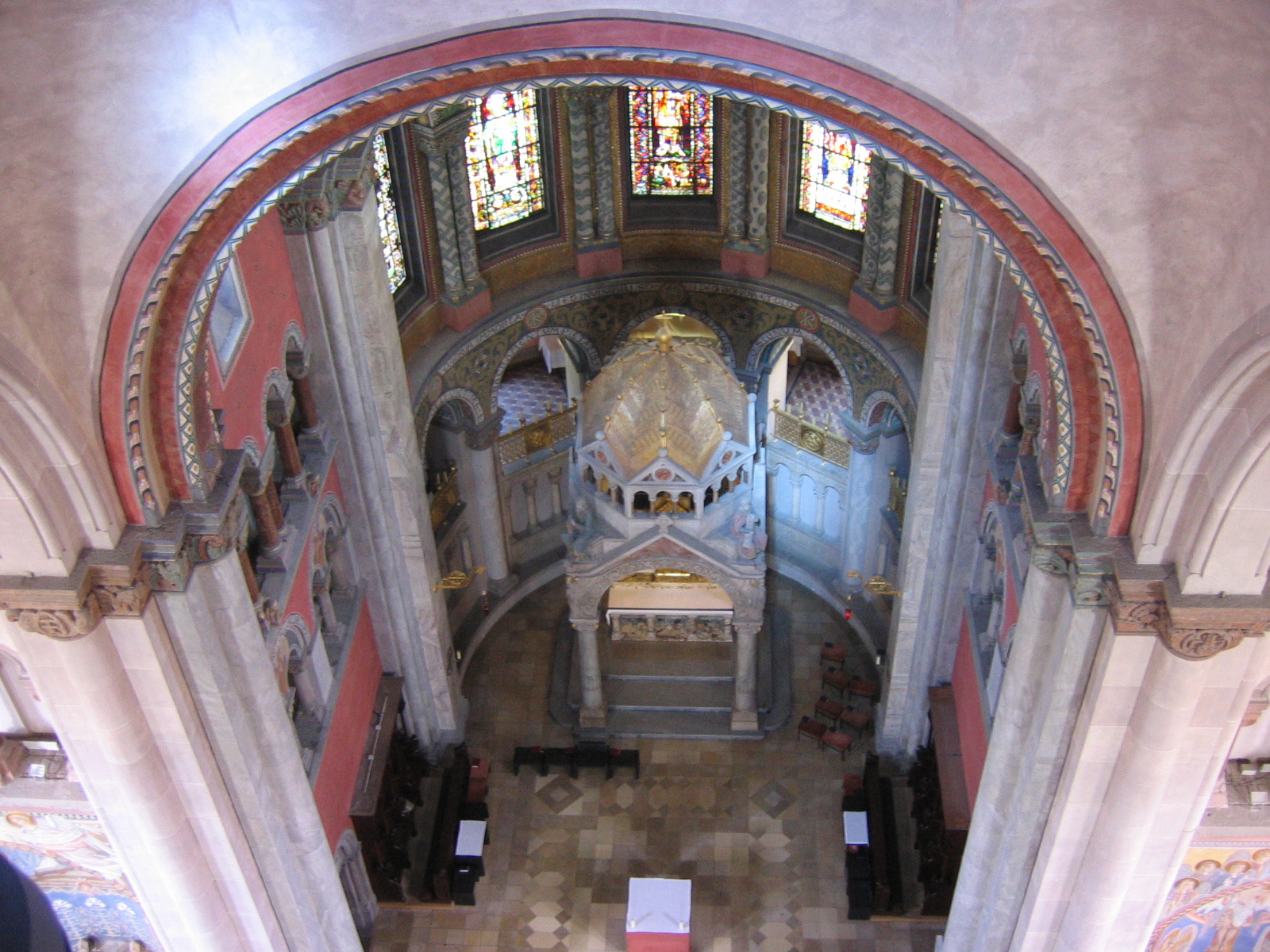
Koor
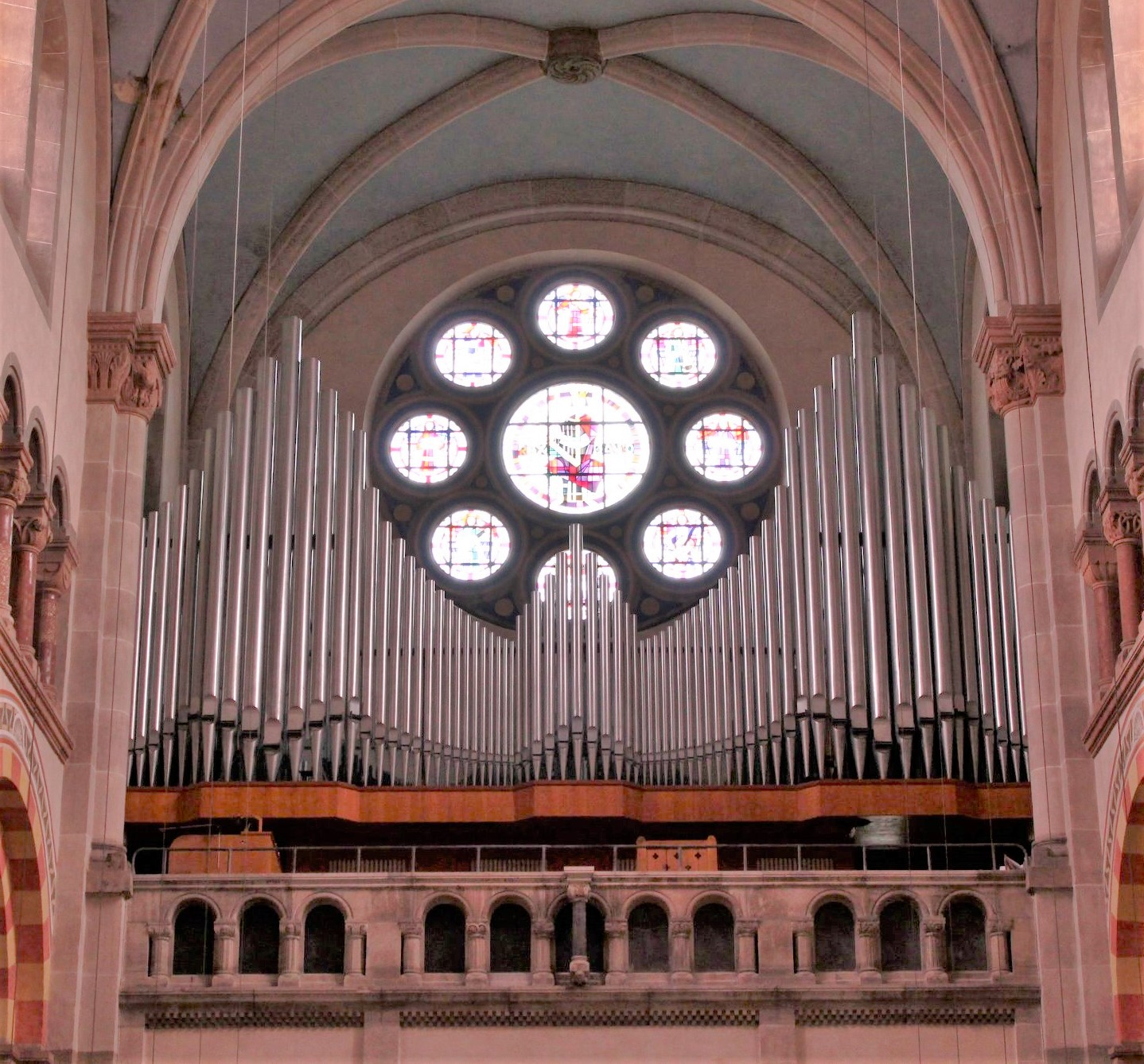
Orgel